# Municipio Sacaba
Das Municipio Sacaba ist ein Verwaltungsbezirk im Departamento Cochabamba im südamerikanischen Anden-Staat Bolivien.

## Lage im Nahraum
Das Municipio Sacaba ist eines von drei Municipios der Provinz Chapare. Es grenzt im Nordwesten an die Provinz Quillacollo, im Westen an die Provinz Cercado, im Süden an die Provinz Esteban Arce und die Provinz Germán Jordán, im Südosten an die Provinz Punata und die Provinz Tiraque, im Osten an das Municipio Colomi und im Norden an das Municipio Villa Tunari.
Der zentrale Ort des Municipios ist Sacaba mit 149.563 Einwohnern im zentralen Teil des Municipios. (Volkszählung 2012)
Gemeinsam mit Cercado und Quillacollo bildet Sacaba die im Jahr 2014 gegründete Metropolregion Kanata.

## Geographie
Das Municipio Sacaba liegt am Westrand der Anden-Gebirgskette der Cordillera Oriental in einer Talregion auf halbem Wege zwischen Altiplano und Chapare-Tiefland, die auch als Region ewigen Frühlings bezeichnet wird. Das Klima ist warmgemäßigt und weist eine mittlere Durchschnittstemperatur von knapp 18 °C auf (siehe Klimadiagramm Cochabamba), die Monatswerte schwanken dabei nur unwesentlich zwischen 14 °C im Juni/Juli und knapp 20 °C von Oktober bis Dezember.
Der Jahresniederschlag beträgt nur etwa 450 mm, bei einer ausgeprägten Trockenzeit von Mai bis September mit Monatsniederschlägen unter 10 mm und einer kurzen Feuchtezeit von Dezember bis Februar mit 90 bis 120 mm Monatsniederschlag.

## Bevölkerung
Die Einwohnerzahl ist zwischen 1992 und 2024 auf fast das Vierfache gestiegen:
| Jahr | Einwohner | Quelle       |
| ---- | --------- | ------------ |
| 1992 | 57.353    | Volkszählung |
| 2001 | 117.100   | Volkszählung |
| 2012 | 169.494   | Volkszählung |
| 2024 | 218.502   | Volkszählung |

Die Bevölkerungsdichte des Municipios bei der Volkszählung 2024 betrug 309 Einwohner/km², der Anteil der städtischen Bevölkerung ist 88,3 Prozent. Die Lebenserwartung der Neugeborenen lag im Jahr 2001 bei 64,3 Jahren.
Der Alphabetisierungsgrad bei den über 19-Jährigen beträgt 87,7 Prozent, und zwar 95,1 Prozent bei Männern und 81,4 Prozent bei Frauen (2001).

## Politik
Ergebnis der Regionalwahlen (concejales del municipio) vom 4. April 2010:
| Wahl- berechtigte |  | Wahl- beteiligung | gültige Stimmen |  | MAS-IPSP | H.OBRAS | PDC   | UN-CP | MSM   | A.C.S. | FPV   | M.C.S. |
| ----------------- |  | ----------------- | --------------- |  | -------- | ------- | ----- | ----- | ----- | ------ | ----- | ------ |
| 87.505            |  | 75.859            | 59.583          |  | 26.049   | 12.139  | 5.115 | 4.624 | 4.376 | 4.193  | 1.867 | 1.220  |
|                   |  | 86,7 %            | 78,5 %          |  | 43,7 %   | 20,4 %  | 8,6 % | 7,8 % | 7,3 % | 7,0 %  | 3,1 % | 2,0 %  |

Ergebnis der Regionalwahlen (elecciones de autoridades políticas) vom 7. März 2021:
| Wahl- berechtigte |  | Wahl- beteiligung | gültige Stimmen |  | MAS-IPSP | SÚMATE  | MTS     | UNIDOS.CBBA | C-A    | FPV    | SOMOS  | PDC    | PAN-BOL |
| ----------------- |  | ----------------- | --------------- |  | -------- | ------- | ------- | ----------- | ------ | ------ | ------ | ------ | ------- |
| 143.048           |  | 123.702           | 114.229         |  | 59.196   | 26.776  | 16.526  | 4.460       | 2.360  | 2.007  | 1.535  | 800    | 569     |
|                   |  | 86,48 %           | 92,34 %         |  | 51,82 %  | 23,44 % | 14,47 % | 3,90 %      | 2,07 % | 1,76 % | 1,34 % | 0,70 % | 0,50 %  |

## Gliederung
Das Municipio Sacaba untergliedert sich in die folgenden sechs Kantone (cantones):
- 03-1001-01 Kanton Sacaba – 60 Ortschaften – 157.366 Einwohner
- 03-1001-02 Kanton Aguirre – 1 Ortschaft – 101 Einwohner
- 03-1001-03 Kanton Chiñata – 23 Ortschaften – 2.599 Einwohner
- 03-1001-04 Kanton Lava Lava – 12 Ortschaften – 3.987 Einwohner
- 03-1001-05 Kanton Ucuchi – 4 Ortschaften – 686 Einwohner
- 03-1001-06 Kanton Quewiñapampa – 36 Ortschaften – 4.755 Einwohner

## Ortschaften im Municipio Sacaba
- Kanton Sacaba
  - Sacaba 149.563 Einw. – Sindicato Ichicollo 728 Einw. – Challviri 469 Einw. – Palca 369 Einw. – Kaluyo Chico 268 Einw. – Sapanani Centro 166 Einw. – Chaquiqocha 135 Einw.

- Kanton Lava Lava
  - Korihuma II 1622 Einw. – Lopez Rancho 691 Einw. – Lava Lava Alta 609 Einw.

- Kanton Quewiñapampa
  - Tutimayu 1147 Einw.